# Cyanoboletus
Cyanoboletus Gelardi, Vizzini & Simonini (sinoborowik) – rodzaj grzybów należący do rodziny borowikowatych (Boletaceae).

## Systematyka
Pozycja w klasyfikacji według Index Fungorum: Cyanoboletus, Boletaceae, Boletales, Agaricomycetidae, Agaricomycetes, Agaricomycotina, Basidiomycota, Fungi.
Takson utworzyli w 2014 r. Matteo Gelardi, Alfredo Vizzini i Giampaolo Simonini. W ostatnich latach prowadzono badania filogenetyczne w obrębie rodzaju Boletus (borowik). W ich wyniku systematyka tego rodzaju uległa znacznej zmianie. Rodzaj Cyanoboletus utworzono przez wyłączenie niektórych gatunków z rodzaju Boletus.
W 2021 Komisja ds. Polskiego Nazewnictwa Grzybów Polskiego Towarzystwa Mykologicznego zarekomendowała używanie nazwy sinoborowik.
Gatunki:
- Cyanoboletus pulverulentus (Opat.) Gelardi, Vizzini & Simonini 2014 – sinoborowik klinowotrzonowy
- Cyanoboletus rainisii (Bessette & O.K. Mill.) Gelardi, Vizzini & Simonini 2014
- Cyanoboletus sinopulverulentus (Gelardi & Vizzini) Gelardi, Vizzini & Simonini 2014

Wykaz gatunków i nazwy naukowe na podstawie Index Fungorum.